# Championnat de Croatie de football 1994-1995
Navigation
Saison précédente Saison suivante
La saison 1994-1995 du Championnat de Croatie de football est la 4e édition de la première division croate. 
Les 16 meilleures équipes croates sont regroupées au sein d'une poule unique où chacun rencontre ses adversaires 2 fois, une fois à domicile, une fois à l'extérieur. Pour permettre le passage de 16 à 12 clubs, il y aura 4 relégués en fin de saison mais aucun club promu de deuxième division.
C'est l'Hajduk Split, champion de Croatie en titre, qui termine en tête du championnat et remporte le 3e titre de champion de Croatie de son histoire. L'Hajduk Split réussit même le doublé en battant le Croatia Zagreb en finale de la Coupe de Croatie.

## Les 16 clubs participants
| - Hajduk Split - NK Zagreb - NK Osijek - NK Inter Zapresic - Croatia Zagreb - NK Rijeka - NK Belisce - NK Neretva - Promu de D2 | - NK Primorac Stobrec - NK Varteks Varazdin - HNK Cibalia - NK Zadar - HNK Šibenik - NK Istra 1961 - HNK Segesta Sisak - NK Marsonia - Promu de D2 |

## Compétition

### Classement
Le barème de points servant à établir le classement se décompose ainsi :
- Victoire : 3 points
- Match nul : 1 point
- Défaite, forfait ou abandon du match : 0 point

| Rang | Équipe              | Pts | J  | G  | N  | P  | Bp | Bc | Diff |
| ---- | ------------------- | --- | -- | -- | -- | -- | -- | -- | ---- |
| 1.   | Hajduk Split T C    | 65  | 30 | 19 | 8  | 3  | 68 | 26 | +42  |
| 2.   | Croatia Zagreb      | 64  | 30 | 19 | 7  | 4  | 53 | 26 | +27  |
| 3.   | NK Osijek           | 59  | 30 | 16 | 11 | 3  | 65 | 30 | +35  |
| 4.   | NK Zagreb           | 53  | 30 | 14 | 11 | 5  | 41 | 26 | +15  |
| 5.   | NK Marsonia P       | 47  | 30 | 13 | 8  | 9  | 42 | 32 | +10  |
| 6.   | NK Varteks Varaždin | 43  | 30 | 11 | 10 | 9  | 35 | 27 | +8   |
| 7.   | NK Inter Zapresic   | 39  | 30 | 11 | 6  | 13 | 41 | 41 | 0    |
| 8.   | HNK Segesta Sisak   | 38  | 30 | 10 | 8  | 12 | 32 | 31 | +1   |
| 9.   | HNK Šibenik         | 37  | 30 | 9  | 10 | 11 | 44 | 46 | -2   |
| 10.  | HNK Cibalia         | 37  | 30 | 9  | 10 | 11 | 26 | 33 | -7   |
| 11.  | HNK Rijeka          | 34  | 30 | 8  | 10 | 12 | 22 | 32 | -10  |
| 12.  | NK Istra 1961       | 32  | 30 | 8  | 8  | 14 | 30 | 46 | -16  |
| 13.  | NK Zadar            | 31  | 30 | 7  | 10 | 13 | 33 | 47 | -14  |
| 14.  | NK Primorac Stobreč | 31  | 30 | 7  | 10 | 13 | 27 | 49 | -22  |
| 15.  | NK Neretva P        | 23  | 30 | 4  | 11 | 15 | 20 | 44 | -24  |
| 16.  | NK Belišće          | 16  | 30 | 4  | 4  | 22 | 26 | 69 | -43  |

| Légende : Qualifications et relégations | Légende : Qualifications et relégations        |
| --------------------------------------- | ---------------------------------------------- |
|                                         | Qualifié pour la Ligue des champions 1995-1996 |
|                                         | Qualifié pour la Coupe des Coupes 1995-1996    |
|                                         | Qualifié pour la Coupe UEFA 1995-1996          |
|                                         | Relégation en 2e division                      |

## Bilan de la saison
| Tableau d'Honneur                  |              |
| Compétition                        | Vainqueur    |
| Championnat de Croatie de football | Hajduk Split |
| Coupe de Croatie de football       | Hajduk Split |

| Qualifications européennes 1994-1995 |                        |
| Ligue des champions 1995-1996        | Qualifié               |
| Tour préliminaire                    | Hajduk Split           |
| Coupe des Coupes 1995-1996           | Qualifié               |
| 1er tour                             | Croatia Zagreb (exclu) |
| Coupe UEFA 1995-1996                 | Qualifié               |
| Tour préliminaire                    | NK Osijek              |

| Promotions et relégations |                                                    |
| Relégués en 2e division   | NK Zadar NK Primorac Stobrec NK Neretva NK Belisce |
| Promus en Prva HNL        | Aucun (passage de 16 à 12 clubs)                   |